# 6-й армейский корпус (Босния и Герцеговина)
6-й корпус Армии Республики Босния и Герцеговина (босн. Šesti korpus Armije RBiH) — корпус Армии Республики Босния и Герцеговина, участвовавший в Боснийской войне.

## Краткая история
Сформирован 9 июня 1993 года. Штаб-квартира располагалась в Коньице. В состав корпуса вошли части 4-го корпуса из Северно-Герцеговинской оперативной группы. Корпус участвовал в боях за Герцеговину против Хорватского совета обороны и должен был выйти к побережью Адриатического моря. 28 января 1994 года после ряда неудач был расформирован, а его подразделения были разделены между 4-м и 7-м корпусами АРБиГ.

## Командование
- Командир: Салко Гушич
- Заместитель командира: Брацо Фазлич
- Начальник штаба: Джевад Тирак
- Глава разведывательного управления: Муниб Милишич
- Глава отдела безопасности: Нермин Эминович
- Глава комитета по морали: Мустафа Мусич
- Глава отдела кадров: Джемаль Трешнё
- Глава финансового отдела: Айша Хашимбегович
- Председатель военно-полевого суда: Хамид Селимович

## Состав корпуса

### Изначальный
- Командование корпуса
- 7-я моторизованная бригада (командиры: Асим Коричич и полковник Шериф Паткович
- 43-я горная бригада (Коньиц)
- 44-я горная бригада «Неретвица» (Ябланица; командиры: Энес Ковачевич и Хасан Хакалович)
- 45-я горная бригада «Неретвица» (Ябланица)
- 304-я бригада
- 445-я лёгкая пехотная бригада (Коньиц)
- 450-я лёгкая пехотная бригада (Бьелимичи)
- Неретвинская бригада (командир: Энес Ковачевич)
- Оперативная группа Восток-Високо
- Варешская бригада
- Немилская бригада
- Разведывательно-диверсионная бригада (командир: Ибрагим Пурич)

### На 19 января 1994
- Командование корпуса
- 6-й батальон военной полиции
- 609-й отдельный инженерный батальон
- 6-й смешанный артиллерийский дивизион «Игман»
- 6-я база логистики
- 43-я горная бригада
- 44-я горная бригада
- 45-я горная бригада
- 649-я лёгкая бригада
- 601-я отдельная лёгкая бригада 186
- Отдельный батальон «Прозор»
- Отдельный батальон «Бьелашница»